# Telstar 402
O Telstar 402 foi um satélite de comunicação geoestacionário construído pela Lockheed Martin, ele esteve planejado para ser colocado na posição orbital de 89 graus de longitude oeste e era para ter sido operado pela AT&T. O satélite era baseado na plataforma AS-7000. O Telstar 402 explodiu logo após o seu lançamento.

## História
O Telstar 402 fazia parte da série Telstar 4 que foi o sucessor da série Telstar 3.
O satélite foi perdido logo após o lançamento devido a uma explosão que ocorreu no sistema de propulsão que foi causado por vazamento de gases quentes.

## Lançamento
O satélite foi lançado com sucesso ao espaço no ano dia 09 de setembro de 1994, por meio de um veículo Ariane-42L, a partir do Centro Espacial de Kourou, na Guiana Francesa. Ele tinha uma massa de lançamento de 3.775 kg.

## Capacidade e cobertura
O Telstar 402 era equipado com 24 transponders em banda C e 16 em banda Ku para prestar serviço de telecomunicação para a América do Norte.